# 比屋根裕樹
比屋根 裕樹（ひやね ゆうき、1994年8月19日 - ）は、日本の元ラグビー選手。

## プロフィール
- 沖縄県出身[1]。
- ポジションはスクラムハーフ(SH)。
- 身長 160cm、体重 68kg
- ニックネームはひゃーねくん、ひゃーじー[2]。

## 略歴
2013年、コザ高校卒業後、東海大学に入る。なおコザ高校、高校日本代表候補に選ばれたことがある。
2017年、東海大学卒業後、三菱重工相模原ダイナボアーズに加入。同年9月10日に行われたジャパンラグビートップチャレンジリーグ1stステージ第1節の釜石シーウェイブス戦に途中出場で公式戦初出場を果たす。 
2021年、現役を引退した。